# الإدارة العامة للخدمات الطبية (السعودية)
الإدارة العامة للخدمات الطبية أحد ادارات وقطاعات وزارة الداخلية السعودية. يتولى الجهاز تقديم الخدمات والرعاية الطبية لمنسوبي وأفراد وعاملي وزارة الداخلية ورئاسة أمن الدولة.

## التاريخ
تشير الملفات والوثائق الرسمية إلى أن البداية الحقيقية لإنشاء الإدارة العامة للخدمات الطبية كانت في عام 1388 هـ، ففي هذا العام تم إنشاء مستوصف بإمكانات متواضعة، وعدد أفراده لايتجاوز أفراد اليد الواحدة، حيث عمل به طبيبان وممرض ونائب صحي، وجندي كاتب ومستخدم، واتخذ هذا المستوصف من إدارة التموين بالأمن العام مقراً له.
ارتبط المستوصف من الناحية الإدارية بمساعد مدير الأمن العام في تلك الفترة، واقتصرت خدماته على تقديم بعض الإسعافات الأولية وإجراء قياس وفحص النظر. وقد وجه بإنشاء المستوصف الفريق الأول محمد الطيب التونسي مدير الأمن العام في ذلك الوقت.
ثم شهد العام التالي لإنشاء المستوصف 1389 هـ عدة تطورات، كان من بينها انتقال المستوصف من مبنى إدارة التموين إلى مبنى معهد المرور (مبنى مستشفى قوى الأمن الحالي)، ثم بدئ في تعيين مديرين للمستوصف من العسكريين. ثم جاء عام 1396 هـ حيث كلفت وزارة الداخلية إحدى الشركات العالمية بإنشاء مستشفى قوى الأمن الداخلي بسعة (120) سريراً كما تم نقل العيادات التخصصية والخارجية إلى مبنى مجاور للمستشفى. في عام 1397 هـ افتتح عدد من المستوصفات في مدينة الرياض، مع دعم مستوصف مكة المكرمة بالأجهزة والمعدات والعنصر البشري لتقديم خدمات طبية أشمل لقوات أمن الحج.
بعد خمس سنوات من تاريخ توقيع عقد إنشاء مستشفى قوى الأمن، وقع مدير الأمن العام مع إحدى الشركات المتخصصة أول عقد لتشغيل مستشفى قوى الأمن. ويمثل بداية تنفيذ هذا العقد بداية مرحلة متميزة في تقديم الخدمات الطبية لمنسوبي وزارة الداخلية. في عام 1403 هـ حدث تطور ذو شأن لإدارة الخدمات الطبية بوزارة الداخلية، حيث شهد انضمام الإدارة إلى ديوان عام الوزارة، وربطت تنظيمياً بوزير الداخلية نائبه، كما تم ربطت جميع مستوصفات القطاعات الأمنية في أنحاء المملكة بهذه الإدارة.

## المستشفيات والمراكز

### الحالية
- المدينة الطبية لقوى الأمن بالمنطقة الشرقية: تقع في مدينة الخبر بالمنطقة الشرقية[3]، وهي إحدى المدن الطبية الثلاث التابعة لوزارة الداخلية.[4]
- مستشفى قوى الأمن (الرياض): يقع في مدينة الرياض، وتبلغ سعته السريرية 500 سرير.
- مستشفى قوى الأمن (الدمام): يقع في مدينة الدمام في المنطقة الشرقية، وتبلغ سعته السريرية 120 سرير.[5]
- مستشفى قوى الأمن (مكة المكرمة): يقع في مدينة مكة المكرمة، وتبلغ سعته السريرية 120 سرير.[6]
- 92 مركز وعيادة طبية: منتشرة في مدن ومحافظات المملكة العربية السعودية.

### المستقبلية
- المدينة الطبية لقوى الأمن بمنطقة الرياض: تقع بمدينة الرياض بسعة 1668 سريرًا موزعة على النحو الآتي: المستشفى الرئيس بسعة (1,088) سريرًا، ومستشفيات متخصصة للصحة النفسية ومعالجة الإدمان و مستشفى للنساء والولادة باجمالي 580 سريراً.[7][8][9]
- المدينة الطبية لقوى الأمن بمنطقة مكة المكرمة: تقع بمدينة جدة بسعة 1668 سريرًا موزعة على النحو الآتي: المستشفى الرئيس بسعة (1,088) سريرًا، ومستشفيات متخصصة للصحة النفسية ومعالجة الإدمان و مستشفى للنساء والولادة باجمالي 580 سريراً.[7]